# NGC 826
NGC 826 é uma galáxia espiral na direção da constelação de Triangulum. O objeto foi descoberto pelo astrônomo Edouard Stephan em 1871, usando um telescópio refletor com abertura de 31,5 polegadas. Devido a sua moderada magnitude aparente (+14,6), é visível apenas com telescópios amadores ou com equipamentos superiores.